# Pueblo Nuevo Solistahuacán
Pueblo Nuevo Solistahuacán es una localidad del estado mexicano de Chiapas. Es la cabecera del municipio de Pueblo Nuevo Solistahuacán.

## Toponimia
La palabra Solistahuacán significa en náhuatl «lugar de los que tienen armas de pedernal».

## Geografía
La localidad de Pueblo Nuevo Solistahuacán se encuentra en la ubicación 17°9′28″N 92°53′59″O / 17.15778, -92.89972, a una altitud de 1706 m s. n. m. Según la clasificación climática de Köppen el clima de la localidad corresponde a la categoría Am, (tropical monzónico).

## Demografía
Cuenta con 12 805 habitantes lo que representa un incremento promedio de 2.5 % anual en el período 2010-2020 sobre la base de los 10 043 habitantes registrados en el censo anterior. Ocupa una superficie de 2.581 km², lo que determina al año 2020 una densidad de 4961 hab/km².
| Gráfica de evolución demográfica de Pueblo Nuevo Solistahuacán entre 2000 y 2020 |
|                                                                                  |
| Fuente: Instituto Nacional de Estadística Geografía e Informática                |

El 52.1% de los habitantes (6674 personas) son mujeres y el 47.9% (6131 personas) son hombres. En 2020 el 11.16% de la población era analfabeta y el 23.42% se reconoce como indígena.